# Peter Nilsson (ishockeyspelare född 1953)
Peter Nilsson, född 12 december 1953 i Luleå, är en svensk före detta professionell ishockeyspelare (forward).
Han spelade för Västra Frölunda IF i Elitserien 1975-1978.